# Колфакс (тауншип, Миннесота)
Колфакс (англ. Colfax) — тауншип в округе Кандийохай, Миннесота, США. На 2000 год его население составило 557 человек.

## География
По данным Бюро переписи населения США площадь тауншипа составляет 93,0 км², из которых 84,9 км² занимает суша, а 8,1 км² — вода (8,69 %).

## Демография
По данным переписи населения 2000 года здесь находились 557 человек, 210 домохозяйств и 165 семей.  Плотность населения —  6,6 чел./км².  На территории тауншипа расположено 314 построек со средней плотностью 3,7 построек на один квадратный километр. Расовый состав населения: 98,03 % белых, 0,54 % афроамериканцев, 0,18 % коренных американцев, 0,18 % азиатов, 0,18 % c Тихоокеанских островов, 0,18 % — других рас США и 0,72 % приходится на две или более других рас. Испанцы или латиноамериканцы любой расы составляли 0,72 % от популяции тауншипа.
Из 210 домохозяйств в 35,2 % воспитывались дети до 18 лет, в 69,5 % проживали супружеские пары, в 5,2 % проживали незамужние женщины и в 21,0 % домохозяйств проживали несемейные люди. 18,6  домохозяйств состояли из одного человека, при том 5,2 % из — одиноких пожилых людей старше 65 лет. Средний размер домохозяйства — 2,64, а семьи — 3,00 человека.
25,0 % населения — младше 18 лет, 9,3 % — в возрасте от 18 до 24 лет, 26,9 % — от 25 до 44, 26,8 % — от 45 до 64, и 12,0 % — старше 65 лет. Средний возраст — 39 лет. На каждые 100 женщин приходилось 115,9 мужчин.  На каждые 100 женщин старше 18 приходилось 111,1 мужчин.
Средний годовой доход домохозяйства составлял 41 417 долларов, а средний годовой доход семьи —  43 854 доллара. Средний доход мужчин —  32 969 долларов, в то время как у женщин — 22 639. Доход на душу населения составил 16 654 доллара. За чертой бедности находились 4,9 % семей и 6,1 % всего населения тауншипа, из которых 8,6 % младше 18 лет.